# Menachem Mendel Kasher
Menachem Mendel Kasher (7 mars 1895 à Varsovie en Pologne - 3 novembre 1983 à Jérusalem en Israël) est un rabbin israélien d'origine polonaise, auteur de nombreux ouvrages et d'une encyclopédie importante sur la Torah, Torah Sheleimah. Il est le lauréat du prix Israël.

## Éléments biographiques
Menachem Mendel Kasher est né le 7 mars 1895 à  Varsovie en Pologne, qui faisait partie à l'époque de l'Empire russe. Il est le fils du rabbin Yitzhak Peretz, et vient d'une famille hassidique.
Il est proche des rabbins Menachem Ziembaet  Yerucham Perla.
Il fonde et édite, à l'âge de 19 ans, le journal Degel HaTorah, représentatif de la branche polonaise de l'Agoudath Israel.
En 1924-1925, il fait son aliya en Palestine mandataire, à la demande du leader de la dynastie hassidique de Gour, le grand-rabbin Abraham Mordechai Alter (1866-1948), le Imrei Emes, pour fonder la Yeshiva Sfas Emes, en l'honneur de son père, le Rebbe de Gour, Yehudah Aryeh Leib Alter, le Sfas Emes. Il en est le rosh yeshiva pendant deux ans. Il aide Imrei Emes à parvenir en Palestine mandataire environ six mois après le début de la Seconde Guerre mondiale.
En 1928, il immigre aux États-Unis.
Il retourne en Israël vers 1960.
Il est décédé à Jérusalem le 3 novembre 1983 et est enterré au cimetière juif du Mont de Hat Menuchot.

## Opus majeur:Torah Sheleima
L'œuvre la plus importante de Menachem Mendel Kasher est la Torah Sheleima (la Torah complète).
L'encyclopédie publie pour la première fois, côte à côte, la Loi écrite (le Pentateuque) et la Loi orale (Talmud et Midrash).
Le premier volume est publié à Jérusalem en 1927. Il est consacré au premier chapitre du Livre de la Genèse (Bereishit).
Le volume 39 est publié, après la mort de Kasher, par son gendre le rabbin Dr Aaron Greenbaum. Il contient une courte biographie de Kasher.
Le volume 40 inclut une plus longue biographie de Kasher ainsi que la liste de ses publications.
45 volumes ont été publiés.

## Positions halakhiques
- Menachem Mendel Kasher et le rabbin de Loubavitch, Menachem Mendel Schneerson correspondent sur le sujet de la présence d'un chien guide dans une synagogue. Le rabbin Kasher est contre, alors que le rabbin Moshe Feinstein et le Rebbe de Loubavitch le permettent[5].

## Œuvres
- (he) HaMechilta DeRashbi VeHaRambam, New York, 1943, traitant des liens entre le Mishneh Torah de Maïmonide et un Midrash publié récemment.
- (he) Haggadah Pessach Eretz Yisraelit, New York, 1950, Jérusalem, 1976. une des premières Haggadot traduite en anglais avec commentaires.
- (he) Haggada Sheleima, New York, 1961, œuvre encyclopédique sur la Haggadah de Pessa'h.
- (he) Torah Sheleimah, encyclopédie sur la Torah.
- (he) HaTekufah HaGedolah, Jérusalem, 1969
- (he) Ha'odom Al Hayarei'ach Jérusalem, 1970, examinant les points de vue théologiques et halakhiques de l'exploration de la Lune.
- (he) Divrei Menachem, incluant des Responsa du Rogatchover Gaon et du Klei Chemda. En 4 volumes, 1977, 1980, 1981, 1983
- (he) Kav Hata'arich, Jérusalem, 1977, sur les questions de calendrier juif et halakha
- (he) Sefer Shma Yisrael, Jérusalem, 1980, incluant plus de 500 citations sur le premier chapitre de Chema Israël.
- (he) Kuntres haKotel Hama'arivi, Jérusalem, 1981, publié anonymement sur le Kotel.
- (he) Haggadah Leil Shimurim, Jérusalem, 1983, incluant des citations sur Pessa'h par les 5 rabbins mentionnés dans la Haggadah.
- (he) Arab'at Haroim, une analyse d'opinions sur la rédemption (Gueoulah).

## Honneurs
- Prix Israël en littérature rabbinique en 1963.
- Docteur honoris causa de l'université Yeshiva de New York